# Carl Forberg
 Carl Forberg  va ser un pilot estatunidenc de curses automobilístiques nascut el 4 de març del 1911 a Omaha, Nebraska.
Forberg va córrer a la Champ Car a les temporades 1950-1951 incloent-hi la cursa de les 500 milles d'Indianapolis de l'any 1951.
Carl Forberg va morir el 17 de gener del 2000.

## Resultats a la Indy 500
| Any    | Cotxe  | Sortida | Vel. mitja | Ranking | Final  | Voltes | V. líder | Retirat    |
| ------ | ------ | ------- | ---------- | ------- | ------ | ------ | -------- | ---------- |
| 1951   | 68     | 24      | 132.890    | 23      | 7      | 193    | 0        | A 7 voltes |
| Totals | Totals | Totals  | Totals     | Totals  | Totals | 193    | 0        |            |

| Curses       | 1 |
| Poles        | 0 |
| Voltes líder | 0 |
| Victòries    | 0 |
| Top 5        | 0 |
| Top 10       | 0 |
| Retirades    | 0 |

## A la F1
El Gran Premi d'Indianapolis 500 va formar part del calendari del campionat del món de la Fórmula 1 entre les temporades 1950 a la 1960.
Els pilots que competien a la Indy durant aquests anys també eren comptabilitats pel campionat de la F1.
Carl Forberg va participar en 1 cursa de F1, debutant al Gran Premi d'Indianapolis 500 del 1951.

### Palmarès a la F1
- Participacions: 1
- Poles: 0
- Voltes Ràpides: 0
- Victòries: 0
- Pòdiums: 0
- Punts vàlids per la F1: 0